# Paunküla
Paunküla – wieś w Estonii, w prowincji Harju, w gminie Kõue.
W pobliżu wsi jest zbiornik zaporowy Paunküla.